# Cañada de Hielo
 Cañada de Hielo es un poblado que está situado en el municipio de Santa María Peñoles. Cañada de Hielo está a 2288 metros de altitud.

## Geografía
Está ubicada a 17°06'28" latitud norte y 96°58'05" longitud oeste.

## Población
Según el censo de población de INEGI del 2010: la comunidad cuenta con una población total de 370 habitantes, de los cuales 197 son mujeres y 173 son hombres. Del total de la población 344 personas hablan el mixteco, divididos en 161 hombres y 183 mujeres.

## Ocupación
El total de la población económicamente activa es de 34 habitantes, de los cuales 25 son hombres y 9 son mujeres.